# Парраматта
Парраматта (англ. Parramatta, /ˌpærəˈmætə/) — пригород и крупный коммерческий центр в западной части Большого Сиднея. Парраматта расположена примерно в 24 километрах к западу от центрального делового района Сиднея, на берегах реки Парраматта. Обычно рассматривается как второй по значимости деловой центр столичного Сиднея.
Парраматта является административным центром муниципального района Город Парраматта (англ. City of Parramatta) и считается одним из основных центров метрополитенского региона Большого Сиднея, наряду с центральным деловым районом Сиднея, Пенритом, Кэмпбеллтауном и Ливерпулем. Парраматта также исторически выполняет функции второго административного центра в сиднейском столичном регионе, где располагаются различные правительственные департаменты, а также суды штата и федерального уровня. В разговорной речи часто называется «Парра».
Парраматта, основанная как британское поселение в 1788 году, в том же году, что и Сидней, является старейшим внутренним европейским поселением в Австралии и служит экономическим центром западной части Большого Сиднея. С 2000 года государственные учреждения штата, такие как Полиция Нового Южного Уэльса и Sydney Water, переместились в Парраматту из Центрального Сиднея. 151-й меридиан восточной долготы проходит через пригород.

## История
Парраматта, являющийся вторым поселением европейцев на австралийском континенте, был основан Артуром Филлипом в 1788 году под названием Роуз-Хилл. Через два года после создания поселение получило современное именование и статус города.
Сегодня в центре города располагается епархия Римско-Католической церкви — Епархия Парраматта, кафедральным собором которого является собор святого Патрика.